# Coati Mundi
Andy Hernández (Nueva York, 3 de enero de 1950), más conocido por su nombre artístico Coati Mundi, es un músico, productor discográfico y ocasional actor estadounidense.

## Carrera
Nacido en Nueva York en 1950 como Andy Hernández, Coati Mundi se ha desempeñado principalmente como percusionista, especializándose en la ejecución del vibráfono, y ha sido parte de orquestas como Dr. Buzzard's Original Savannah Band y Kid Creole and the Coconuts. En 1981, justo antes del lanzamiento del álbum Tropical Gangsters de esta última agrupación, alcanzó en calidad de solista el Top 40 en el Reino Unido con la canción «Me No Pop I». Produjo un álbum de Don Armando Second Avenue Rhumba Band, que propició el éxito «Deputy of Love».
Como actor, ha aparecido en filmes de Spike Lee como Girl 6, He Got Game y Mo' Better Blues, y realizó un cameo en la cinta We Own the Night.

## Discografía

### Álbumes de estudio
- The Former 12 Year Old Genius (Virgin Records, 1983)
- Dancing for the Cabana Code in the Land Of Boo-Hoo (Rong Music, 2010)

### Sencillos
- «Que Pasa/Me No Pop I» (Island/ZE, 1981) UK #32, NL #48
- «¿Como Está Usted?» (Virgin, 1983)
- «Oh! That Love Decision» (Virgin, 1983)
- «No More Blues» (Rong Music, 2009)